# Матевосян, Григор Атомович
Григор Атомович Матевосян (род. 8 сентября 1993 года) — российский боец смешанных единоборств армянского происхождения, представитель полутяжёлой весовой категории. Выступает на профессиональном уровне с 2016 года, известен по участию в турнирах престижной бойцовской организации ACA. Чемпион мира и Европы по тайскому боксу. Бывший претендент на титул АСА в полутяжёлом весе. Мастер спорта России по тайскому боксу.

## Спортивные достижения
- Чемпионат Европы по тайскому боксу — [3]
- Чемпионат мира по тайскому боксу — [4]

## Статистика ММА
| Боёв 12         | Побед 9 | Поражений 3 |
| --------------- | ------- | ----------- |
| Нокаутом        | 4       | 0           |
| Сдачей          | 1       | 1           |
| Решением        | 4       | 1           |
| Другие          | 0       | 1           |
| Ничьи           | 0       | 0           |
| Не состоявшихся | 0       | 0           |

| Результат | Рекорд | Соперник            | Способ                       | Турнир                                          | Дата             | Раунд | Время | Место                   | Примечание                          |
| --------- | ------ | ------------------- | ---------------------------- | ----------------------------------------------- | ---------------- | ----- | ----- | ----------------------- | ----------------------------------- |
| Победа    | 9-3    | Вагнер Прадо        | Решением (раздельным)        | ACA 141: Фроес - Сулейманов                     | 22 июля 2022     | 3     | 5:00  | Сочи, Россия            |                                     |
| Поражение | 8-3    | Муслим Магомедов    | Сабмишном (кимура)           | ACA 137: Магомедов - Матевосян                  | 6 марта 2022     | 4     | 3:08  | Краснодар, Россия       | Бой за титул ACA в полутяжёлом весе |
| Победа    | 8-2    | Артур Астахов       | Решением (единогласным)      | ACA 117: Багов - Сильверио                      | 12 февраля 2021  | 3     | 5:00  | Москва, Россия          |                                     |
| Победа    | 7-2    | Дмитрий Микуца      | Сабмишном (удушение сзади)   | ACA 116: Балаев - Фроес                         | 18 декабря 2020  | 1     | 3:58  | Санкт-Петербург, Россия |                                     |
| Победа    | 6-2    | Василий Бабич       | Решением (единогласным)      | ACA 106: Фролов - Магомедов                     | 13 июля 2020     | 3     | 5:00  | Санкт-Петербург, Россия |                                     |
| Победа    | 5-2    | Муслим Чужаев       | Техническим нокаутом (удары) | BYE 11 Berkut Young Eagles                      | 2 ноября 2019    | 1     | 2:54  | Новороссийск, Россия    |                                     |
| Победа    | 4-2    | Нажмуддин Исламов   | Техническим нокаутом         | BYE 8 Grand-Prix Berkut Finals                  | 23 марта 2019    | 2     | 1:52  | Грозный, Россия         |                                     |
| Победа    | 3-2    | Актилек Джапаров    | Нокаутом (удары)             | Legion Fighting Championship Universal Battle 1 | 8 февраля 2018   | 1     | 2:43  | Ташкент, Узбекистан     |                                     |
| Победа    | 2-2    | Даниял Эльбаев      | Решением (единогласным)      | ProFC 64 Tibilov vs. Shvets                     | 24 декабря 2017  | 3     | 5:00  | Ростов-на-Дону, Россия  |                                     |
| Победа    | 1-2    | Эльмар Мурадзаде    | Техническим нокаутом (удары) | ProFC 63 Gluhov vs. Wallace                     | 10 сентября 2017 | 1     | 4:12  | Ростов-на-Дону, Россия  |                                     |
| Поражение | 0-2    | Адам Богатырёв      | Решением (единогласным)      | Tech-Krep FC Prime Selection 15                 | 19 мая 2017      | 3     | 5:00  | Краснодар, Россия       |                                     |
| Поражение | 0-1    | Абдулбасир Меджидов | Дисквалификацией             | Tech-Krep FC - Prime Selection 8                | 18 июня 2016     | 1     | 4:33  | Краснодар, Россия       | Дебют в проф. ММА.                  |